# Jennifer Petit
Jennifer Petit (22 augustus 1978) is een gewezen Belgische atlete, die zich had toegelegd op het hamerslingeren. Zij nam eenmaal deel aan de Europese kampioenschappen en veroverde vier Belgische titels.

## Biografie
Petit verbeterde in 1996 voor het eerst het Belgisch record hamerslingeren van Laurence Reckelbus tot 51,24 m. Dat record hield maar een week stand. In 1997 heroverde ze met 54,78 m het record, om het in zes verbeteringen in 1998 tot 58,31 m te brengen.
Tussen 1997 en 2003 werd Petit viermaal Belgisch kampioene. In 1998 nam ze ook deel aan de Europese kampioenschappen in Boedapest. Ze werd dertiende in de kwalificaties.

### Clubs
Petit was aangesloten bij Athletic Running Ciney Haute-Meuse (ARCH) en FC Luik.

## Belgische kampioenschappen
| Onderdeel      | Jaar                   |
| -------------- | ---------------------- |
| hamerslingeren | 1997, 1998, 1999, 2003 |

## Persoonlijk record
| Onderdeel      | Prestatie | Datum        | Plaats |
| -------------- | --------- | ------------ | ------ |
| hamerslingeren | 58,31 m   | 23 juli 1998 | Ciney  |

## Palmares

### hamerslingeren
- 1997:  BK AC - 49,36 m
- 1997: 22e kwal. EK U20 in Ljubljana - 46,80 m
- 1998:  BK AC - 56,06 m
- 1998: 13e kwal. EK in Boedapest - 53,67 m
- 1999:  BK AC - 56,06 m
- 2003:  BK AC - 50,52 m